# 趙成眞
趙 成眞（チョ・ ソンジン、英: Cho Song-Jin, 朝: 조성진、1990年12月14日 - ）は、大韓民国大田広域市出身の元プロサッカー選手。ポジションはディフェンダー。

## クラブ
韓国出身の高卒ルーキーとして2009年よりロアッソ熊本に加入した。
2009年シーズンは高卒ルーキーでありながら、公式戦26試合にセンターバックとして出場。2011年12月4日、契約満了に伴い熊本を退団した。2012年、カマタマーレ讃岐へ移籍。
2013年はコンサドーレ札幌に移籍し、リーグ戦37試合に出場した。2014年、水原三星ブルーウィングスへ完全移籍。
2016年、兵役のため牙山ムグンファFCに移籍。2017年、水原三星ブルーウィングスに復帰。2021年、契約満了により退団。
2022年、過去に負った眼窩底骨折の手術の後遺症により引退。

## エピソード
- インタビューには日本語で答えることが出来る。
- センターバックだけでなく、サイドバックもこなす。
- 2015年に眼窩底骨折のケガを負い手術を行うも、2019年頃から、物が二重に見えるなど眼窩底骨折の手術の後遺症と考えられる症状が現れる。水原との契約満了後、2022年には後遺症を克服するための4度目となる手術を行うが、症状の改善には至らず引退を決断した。

## 所属クラブ
ユース経歴
- 鳳山中学校
- 儒城生命科学高等学校

プロ経歴
- 2009年 - 2011年  ロアッソ熊本
- 2012年  カマタマーレ讃岐
- 2013年  コンサドーレ札幌
- 2014年 - 2015年  水原三星ブルーウィングス
- 2016年 - 2017年  牙山ムグンファFC
- 2017年 - 2021年  水原三星ブルーウィングス

## 個人成績
| 国内大会個人成績 | 国内大会個人成績 | 国内大会個人成績 | 国内大会個人成績  | 国内大会個人成績 | 国内大会個人成績 | 国内大会個人成績 | 国内大会個人成績 | 国内大会個人成績 | 国内大会個人成績 | 国内大会個人成績 | 国内大会個人成績 |
| 年度             | クラブ           | 背番号           | リーグ            | リーグ戦         | リーグ戦         | リーグ杯         | リーグ杯         | オープン杯       | オープン杯       | 期間通算         | 期間通算         |
| 年度             | クラブ           | 背番号           | リーグ            | 出場             | 得点             | 出場             | 得点             | 出場             | 得点             | 出場             | 得点             |
| 日本             | 日本             | 日本             | 日本              | リーグ戦         | リーグ戦         | リーグ杯         | リーグ杯         | 天皇杯           | 天皇杯           | 期間通算         | 期間通算         |
| ---------------- | ---------------- | ---------------- | ----------------- | ---------------- | ---------------- | ---------------- | ---------------- | ---------------- | ---------------- | ---------------- | ---------------- |
| 2009             | 熊本             | 20               | J2                | 26               | 1                | -                | -                | 0                | 0                | 26               | 1                |
| 2010             | 熊本             | 2                | J2                | 8                | 0                | -                | -                | 1                | 0                | 9                | 0                |
| 2011             | 熊本             | 2                | J2                | 18               | 0                | -                | -                | 0                | 0                | 18               | 0                |
| 2012             | 讃岐             | 28               | JFL               | 30               | 2                | -                | -                | 3                | 0                | 33               | 2                |
| 2013             | 札幌             | 5                | J2                | 37               | 1                | -                | -                | 1                | 0                | 38               | 1                |
| 韓国             | 韓国             | 韓国             | 韓国              | リーグ戦         | リーグ戦         | リーグ杯         | リーグ杯         | FA杯             | FA杯             | 期間通算         | 期間通算         |
| 2014             | 水原             | 5                | Kリーグクラシック |                  |                  |                  |                  |                  |                  |                  |                  |
| 通算             | 日本             | 日本             | J2                | 89               | 2                | -                | -                | 2                | 0                | 91               | 2                |
| 通算             | 日本             | 日本             | JFL               | 30               | 2                | -                | -                | 3                | 0                | 33               | 2                |
| 通算             | 韓国             | 韓国             | Kリーグクラシック |                  |                  |                  |                  |                  |                  |                  |                  |
| 総通算           | 総通算           | 総通算           | 総通算            | 119              | 4                | 0                | 0                | 5                | 0                | 124              | 4                |

- Jリーグ初出場 - 2009年3月25日 J2 第4節 対愛媛FC戦 (熊本県民総合運動公園陸上競技場)
- Jリーグ初得点 - 2009年6月3日 J2 第19節 対湘南ベルマーレ戦 (平塚競技場)

## 代表歴
- U-22韓国代表候補

## タイトル
牙山ムグンファFC
- Kリーグチャレンジ：1回（2016）